# Quatrième République (Madagascar)
Pour les articles homonymes, voir Quatrième République.
La Quatrième République, officiellement République de Madagascar, est le régime politique de Madagascar depuis sa proclamation par Andry Rajoelina le 11 décembre 2010 à Antananarivo.